# Донфрид, Карен
Карен Эрика Донфрид (англ. Karen Erika Donfried; род. февраль 1963, Амхерст, Массачусетс, США) — американский эксперт по внешней политике. С 1 октября 2021 по март 2023 года являлась помощницей государственного секретаря по делам Европы и Евразии. С апреля 2014 по сентябрь 2021 года являлась президентом аналитического центра «Германский фонд Маршалла».

## Биография
Карен Донфрид родилась в 1963 году в городе Амхерст, округ Хэмпшир, штат Массачусетс, США. Отец — богослов Карл Пол Донфрид, мать — предпринимательница Кэтрин Э. Донфрид. Раннее детство Карен провела в городе Гейдельберг, Германия.
Получила степень бакалавра в области государственного управления в Уэслианском университете в США. В университете состояла в обществе Phi Beta Kappa. Позже получила степень магистра и доктора философии в Школе права и дипломатии Флетчера при Университете Тафтса, а также степень магистра в Мюнхенском университете. Свободно говорит по-немецки.
Десять лет проработала специалистом по Европе в Исследовательской Службе Конгресса. В 2001 году начала работать в аналитическом центре Германский фонд Маршалла.
С 2003 по 2005 год работала в отделе планирования политики Государственного департамента США. В 2005 году вернулась в фонд Маршалла и стала там старшим директором по программам политики, а затем — исполнительным вице-президентом (до 2010 года).
Позже занимала должность офицера национальной разведки (англ. national intelligence officer) по делам Европы в Национальном совете разведки, где руководила подготовкой стратегического анализа для руководства страны. Позже в Совете национальной безопасности занимала должность старшего директора по делам Европы и специального помощника президента США Барака Обамы.
В апреле 2014 года стала первой женщиной-президентом фонда Маршалла.
С 2019 года Донфрид вместе с немецким дипломатом Вольфгангом Ишингером является сопредседателем Трансатлантической оперативной группы фонда Маршалла и Фонда Федерального канцлера Гельмута Шмидта (нем. Bundeskanzler-Helmut-Schmidt-Stiftung).
26 марта 2021 года президент США Джо Байден объявил о своём намерении назначить Донфрид помощником государственного секретаря по делам Европы и Евразии. 29 апреля её кандидатура была отправлена на рассмотрение в Сенат США. 28 сентября она была утверждена Сенатом.
Является членом Совета по международным отношениям.

## Награды
Superior Honor Award Государственного департамента США (2005)
Орден Короны (Бельгия) (2010)
Орден «За заслуги перед Федеративной Республикой Германия» (2011)
Орден «За заслуги перед Итальянской Республикой» (2018)